# Методи на Рунге-Кута
В математическия анализ, методите на Рунге-Кута са важна част от имплицитните и експлицитните итеративни методи за получаване на приближено решение на обикновени диференциални уравнения. Тези похвати са били въведени около 1900 г. от немските математици Карл Рунге и Мартин Вилхелм Кута.

## Метод на Рунге-Кута от 4-ти ред
Методът на Рунге-Кута от 4-ти ред е най-често използваният, също известен като „РК“, „Класически метод на Рунге-Кута“ или просто „Метод на Рунге-Кута“.
Дадена е следната начална задача (още се нарича „задача на Коши“):
{\displaystyle {\dot {y}}=f(t,y),\quad y(t_{0})=y_{0}.}
Казано с думи, това означава, че стойностите, които получава y са функции на y и на t(time). В началото времето е {\displaystyle t_{0}}, a y е {\displaystyle y_{0}}. В уравнението y може да е скаларна или векторна променлива.
Методът на РК от 4-ти ред за тази задача е получен от следните формули:
{\displaystyle {\begin{aligned}y_{n+1}&=y_{n}+{\tfrac {1}{6}}\left(k_{1}+2k_{2}+2k_{3}+k_{4}\right)\\t_{n+1}&=t_{n}+h\\\end{aligned}}}
където {\displaystyle y_{n+1}} приближението с РК4 на {\displaystyle y(t_{n+1})}, и
{\displaystyle {\begin{aligned}k_{1}&=hf(t_{n},y_{n}),\\k_{2}&=hf(t_{n}+{\tfrac {1}{2}}h,y_{n}+{\tfrac {1}{2}}k_{1}),\\k_{3}&=hf(t_{n}+{\tfrac {1}{2}}h,y_{n}+{\tfrac {1}{2}}k_{2}),\\k_{4}&=hf(t_{n}+h,y_{n}+k_{3}).\end{aligned}}}
(Забележка: горните уравнения имат различни, но равнозначни дефиниции в различните текстове).
Така новата стойност ({\displaystyle y_{n+1}}) се пресмята с помощта на текущата стойност({\displaystyle y_{n}}) плюс стойност на четирите нараствания с определени тегла, където всяко нарастване е произведение от големината на интервала h и оценения наклон, зададен от функцията f от дясната страна на диференциалното уравнение.
- {\displaystyle k_{1}} е нарастване, основаващо се на наклона от началото на интервала, използвайки {\displaystyle y_{n}}, Метод на (Ойлер);
- {\displaystyle k_{2}} е нарастване, основаващо се на наклона от междинна точка от интервала, използвайки {\displaystyle y_{n}+{\tfrac {1}{2}}k_{1}};
- {\displaystyle k_{3}} е отново нарастване, основаващо се на налкона от междинна точка, но използвайки {\displaystyle y_{n}+{\tfrac {1}{2}}k_{2}};
- {\displaystyle k_{4}} е нарастване, основаващо се на наклона в края на интервала, използвайки {\displaystyle y_{n}+k_{3}}.

При усредняване на четирите нараствания се дава по-голямо тегло на нарастванията в междинните точки. Теглата са избрани така, че ако {\displaystyle f} не зависи от {\displaystyle y} и диференциалното уравнение има пръв интеграл, тогава РК4 e „правило на Симпсън“.
РК4 е метод от 4-ти ред, което означава, че грешката на всяка стъпка е от порядъка на {\displaystyle h^{5}}, докато крайната натрупана грешка има ред {\displaystyle h^{4}}.

## Явни методи на Рунге-Кута
Семейството на експлицитните методи на Рунге-Кута са обобщение на РК4 метода, споменат преди малко. Те са представени чрез:
{\displaystyle y_{n+1}=y_{n}+\sum _{i=1}^{s}b_{i}k_{i},}
където
{\displaystyle k_{1}=hf(t_{n},y_{n}),\,}
{\displaystyle k_{2}=hf(t_{n}+c_{2}h,y_{n}+a_{21}k_{1}),\,}
{\displaystyle k_{3}=hf(t_{n}+c_{3}h,y_{n}+a_{31}k_{1}+a_{32}k_{2}),\,}
{\displaystyle \vdots }
{\displaystyle k_{s}=hf(t_{n}+c_{s}h,y_{n}+a_{s1}k_{1}+a_{s2}k_{2}+\cdots +a_{s,s-1}k_{s-1}).}
(Забележка: горните уравнения имат различни, но равнозначни дефиниции в различните текстове).
За да се специфицира определен метод, е нужно да се зададе цяло число s (брой етапи) и коефициентите aij (за 1 ≤ j < i ≤ s), bi (за i = 1, 2, ..., s) и ci (за i = 2, 3, ..., s). Матрицата [aij] се нарича матрица на Рунге-Кута, където bi и ci са познати като тегла и възли. Таблицата на Бутчер е следната:
|  | 0                       |                         |                        |                         |                           |                       |
|  | {\displaystyle c_{2}}   | {\displaystyle a_{21}}  |                        |                         |                           |                       |
|  | {\displaystyle c_{3}}   | {\displaystyle a_{31}}  | {\displaystyle a_{32}} |                         |                           |                       |
|  | {\displaystyle \vdots } | {\displaystyle \vdots } |                        | {\displaystyle \ddots } |                           |                       |
|  | {\displaystyle c_{s}}   | {\displaystyle a_{s1}}  | {\displaystyle a_{s2}} | {\displaystyle \cdots } | {\displaystyle a_{s,s-1}} |                       |
|  |                         | {\displaystyle b_{1}}   | {\displaystyle b_{2}}  | {\displaystyle \cdots } | {\displaystyle b_{s-1}}   | {\displaystyle b_{s}} |

Методът на Рунге-Кута е коректен, ако
{\displaystyle \sum _{j=1}^{i-1}a_{ij}=c_{i}\ \mathrm {for} \ i=2,\ldots ,s.}
Има и други съпътстващи изисквания, ако искаме метода да има определен ред p, което ознавача, че локалното грешката от закръгляване е O(hp+1). Това може да бъде извлечено от дефиницията за грешка от закръгляване. Например, 2-етапен метод е от 2-ри ред ако b1 + b2 = 1, b2c2 = 1/2, и a21 = c2.

### Примери
РК4 методът има следната структура. Неговата таблицата е както следва:
|  | 0   |     |     |     |     |
|  | 1/2 | 1/2 |     |     |     |
|  | 1/2 | 0   | 1/2 |     |     |
|  | 1   | 0   | 0   | 1   |     |
|  |     | 1/6 | 1/3 | 1/3 | 1/6 |

Най-простият метод на Рунге-Кута е методът на Ойлер, представен с формулата {\displaystyle y_{n+1}=y_{n}+hf(t_{n},y_{n})}. Това е единственият коректно поставен експлицитен метод на Рунге-Кута от един етап. Таблицата, която отговаря на тази формула е:
|  | 0 |   |
|  |   | 1 |

### Методи от 2-ри ред
Методът на междинната точка представлява пример за метод от 2-ри ред с два етапа:
{\displaystyle y_{n+1}=y_{n}+hf\left(t_{n}+{\frac {1}{2}}h,y_{n}+{\frac {1}{2}}hf(t_{n},y_{n})\right).}
Таблицата е:
|  | 0   |     |   |
|  | 1/2 | 1/2 |   |
|  |     | 0   | 1 |

ТМетодът на междинната точка не е единствен метод на РК от 2-ри ред с два етапа. Всъщност, има семейство от такива методи, параметризирани с α и представени с формула
{\displaystyle y_{n+1}=y_{n}+h{\bigl (}(1-{\tfrac {1}{2\alpha }})f(t_{n},y_{n})+{\tfrac {1}{2\alpha }}f(t_{n}+\alpha h,y_{n}+\alpha hf(t_{n},y_{n})){\bigr )}.}
Таблицата на Бутчер е:
|  | 0                       |                                          |                                        |
|  | {\displaystyle \alpha } | {\displaystyle \alpha }                  |                                        |
|  |                         | {\displaystyle 1-{\tfrac {1}{2\alpha }}} | {\displaystyle {\tfrac {1}{2\alpha }}} |

В това семейство при частния случай {\displaystyle \alpha ={\tfrac {1}{2}}} получаваме метода на междинната точка, а при {\displaystyle \alpha =1} метод на Хойн.

## Използване
Като пример, да разгледаме метода на РК от 2-ри ред с 2 етапа с α=2/3. Той се представя с таблицата:
|  | 0   |     |     |
|  | 2/3 | 2/3 |     |
|  |     | 1/4 | 3/4 |

със съответните уравнения:
{\displaystyle {\begin{aligned}k_{1}&=f(t_{n},y_{n}),\\k_{2}&=f(t_{n}+{\tfrac {2}{3}}h,y_{n}+{\tfrac {2}{3}}hk_{1}),\\y_{n+1}&=y_{n}+h\left({\tfrac {1}{4}}k_{1}+{\tfrac {3}{4}}k_{2}\right).\end{aligned}}}
Методът се използва за да реши началната задача:
{\displaystyle y'=\tan(y)+1,\quad y(1)=1,\ t\in [1,1.1]}
със стъпка h=0.025, следователно методът трябва да направи 4 стъпки.
Изпълнението на метода е както следва:
| {\displaystyle t_{0}=1\colon }     | |                                   |                                                                                    |
|                                    | {\displaystyle y_{0}=1}                                                                              |                                   |                                                                                    |
| {\displaystyle t_{1}=1.025\colon } | |                                   |                                                                                    |
|                                    | {\displaystyle y_{0}=1}                                                                              | {\displaystyle k_{1}=2.557407725} | {\displaystyle k_{2}=f(t_{0}+{\tfrac {2}{3}}h,y_{0}+{\tfrac {2}{3}}hk_{1})=2.7139} |
|                                    | {\displaystyle y_{1}=y_{0}+h({\tfrac {1}{4}}k_{1}+{\tfrac {3}{4}}k_{2})={\underline {1.066869388}}}  |                                   |                                                                                    |
| {\displaystyle t_{2}=1.05\colon }  | |                                   |                                                                                    |
|                                    | {\displaystyle y_{1}=1.066869388}                                                                    | {\displaystyle k_{1}=2.813524695} | {\displaystyle k_{2}=f(t_{1}+{\tfrac {2}{3}}h,y_{1}+{\tfrac {2}{3}}hk_{1})}        |
|                                    | {\displaystyle y_{2}=y_{1}+h({\tfrac {1}{4}}k_{1}+{\tfrac {3}{4}}k_{2})={\underline {1.141332181}}}  |                                   |                                                                                    |
| {\displaystyle t_{3}=1.075\colon } | |                                   |                                                                                    |
|                                    | {\displaystyle y_{2}=1.141332181}                                                                    | {\displaystyle k_{1}=3.183536647} | {\displaystyle k_{2}=f(t_{2}+{\tfrac {2}{3}}h,y_{2}+{\tfrac {2}{3}}hk_{1})}        |
|                                    | {\displaystyle y_{3}=y_{2}+h({\tfrac {1}{4}}k_{1}+{\tfrac {3}{4}}k_{2})={\underline {1.227417567}}}  |                                   |                                                                                    |
| {\displaystyle t_{4}=1.1\colon }   | |                                   |                                                                                    |
|                                    | {\displaystyle y_{3}=1.227417567}                                                                    | {\displaystyle k_{1}=3.796866512} | {\displaystyle k_{2}=f(t_{3}+{\tfrac {2}{3}}h,y_{3}+{\tfrac {2}{3}}hk_{1})}        |
|                                    | {\displaystyle y_{4}=y_{3}+h({\tfrac {1}{4}}k_{1}+{\tfrac {3}{4}}k_{2})={\underline {1.335079087}}.} |                                   |                                                                                    |

Числените решения отговарят на подчертаните стойности.

## Адаптивни методи на Рунге-Кута
Адаптивните методи са съставени, така че да оценяват локалната грешката от закръгляване на всяка РК-стъпка. Това става използвайки два метода в таблици, единия от ред {\displaystyle p}, а другия от ред {\displaystyle p-1}.
Стъпката от по-нисък ред се получава от:
{\displaystyle y_{n+1}^{*}=y_{n}+\sum _{i=1}^{s}b_{i}^{*}k_{i},}
където {\displaystyle k_{i}} са същите като за метод от по-висок ред. Тогава грешката е:
{\displaystyle e_{n+1}=y_{n+1}-y_{n+1}^{*}=h\sum _{i=1}^{s}(b_{i}-b_{i}^{*})k_{i},}
което е{\displaystyle O(h^{p})}.
Таблицата на Бутчер за тови вид метод е разширена за да се въведат стойностите на {\displaystyle b_{i}^{*}}:
|  | 0                       |                           |                           |                         |                             |                           |
|  | {\displaystyle c_{2}}   | {\displaystyle a_{21}}    |                           |                         |                             |                           |
|  | {\displaystyle c_{3}}   | {\displaystyle a_{31}}    | {\displaystyle a_{32}}    |                         |                             |                           |
|  | {\displaystyle \vdots } | {\displaystyle \vdots }   |                           | {\displaystyle \ddots } |                             |                           |
|  | {\displaystyle c_{s}}   | {\displaystyle a_{s1}}    | {\displaystyle a_{s2}}    | {\displaystyle \cdots } | {\displaystyle a_{s,s-1}}   |                           |
|  |                         | {\displaystyle b_{1}}     | {\displaystyle b_{2}}     | {\displaystyle \cdots } | {\displaystyle b_{s-1}}     | {\displaystyle b_{s}}     |
|  |                         | {\displaystyle b_{1}^{*}} | {\displaystyle b_{2}^{*}} | {\displaystyle \cdots } | {\displaystyle b_{s-1}^{*}} | {\displaystyle b_{s}^{*}} |

Методът на Рунге-Кута-Фелберг използва два метода от 5-и и 4-ти ред. Неговата разширена таблица е:
|  | 0     |           |            |            |             |        |      |
|  | 1/4   | 1/4       |            |            |             |        |      |
|  | 3/8   | 3/32      | 9/32       |            |             |        |      |
|  | 12/13 | 1932/2197 | −7200/2197 | 7296/2197  |             |        |      |
|  | 1     | 439/216   | −8         | 3680/513   | -845/4104   |        |      |
|  | 1/2   | −8/27     | 2          | −3544/2565 | 1859/4104   | −11/40 |      |
|  |       | 16/135    | 0          | 6656/12825 | 28561/56430 | −9/50  | 2/55 |
|  |       | 25/216    | 0          | 1408/2565  | 2197/4104   | −1/5   | 0    |

Най-простият адаптивен метод на РК включва комбинирането на метод на Хойн, който е от 2-ри ред, с метод на Ойлер, който е от 1-ви ред. Неговата разширена таблица е:
|  | 0 |     |     |
|  | 1 | 1   |     |
|  |   | 1/2 | 1/2 |
|  |   | 1   | 0   |

Оценката на грешката се използва за контролиране на големината на стъпката.

## Неявни методи на Рунге-Кута
Всички споменати методи на Рунге-Кута са експлицитни. Експлицитните методи на Рунге-Кута са неподходящи за решаване на така наречените „stiff equations“ (твърди уравнения), защото обхвата на абсолютната им устойчивост е малък, по-точно ограничен. Този проблем е особено важен при решаването на частни диференциални уравнения.
Неустойчивостта на експлицитните методи подбужда създаването на имплицитните методи. Имплицитен метод на РК има формата:
{\displaystyle y_{n+1}=y_{n}+\sum _{i=1}^{s}b_{i}k_{i},}
където
{\displaystyle k_{i}=hf{\bigl (}t_{n}+c_{i}h,y_{n}+\sum _{j=1}^{s}a_{ij}k_{j}{\bigr )},\quad i=1,\ldots ,s.}
Разликата с експлицитния метод е, че при експлицитния метод сумата на j стига само до i – 1. Това се вижда и в таблицата. За имплицитен метод, матрицата на коефициенти {\displaystyle a_{ij}} не е непременно долно-триъгълна:
{\displaystyle {\begin{array}{c|cccc}c_{1}&a_{11}&a_{12}&\dots &a_{1s}\\c_{2}&a_{21}&a_{22}&\dots &a_{2s}\\\vdots &\vdots &\vdots &\ddots &\vdots \\c_{s}&a_{s1}&a_{s2}&\dots &a_{ss}\\\hline &b_{1}&b_{2}&\dots &b_{s}\\\end{array}}={\begin{array}{c|c}\mathbf {c} &A\\\hline &\mathbf {b^{T}} \\\end{array}}}
Последиците от тази разлика са, че на всяка стъпка се решава система от алгебрични уравнения. Това значително повишава изчислителния разход. Ако метод със s етапа се използва за решаване на диференциално уравнение с m компонента, системата от алгебрични уравнения ще има ms компонента. За сравнение, при имплицитен s-стъпков линеен метод се решава система от алгебрични уравнения със само s компонента.

### Примери
Най-простият имплицитен метод на РК е представен с метод на Ойлер назад:
{\displaystyle y_{n+1}=y_{n}+hf(t_{n}+h,y_{n+1}).\,}
Таблицата е просто:
{\displaystyle {\begin{array}{c|c}1&1\\\hline &1\\\end{array}}}
Тази таблица отговаря на формулите:
{\displaystyle k_{1}=f(t_{n}+h,y_{n}+hk_{1})\quad {\text{and}}\quad y_{n+1}=y_{n}+hk_{1},}
които могат да бъдат пренаредени за да се получи формула за метод на Ойлер назад, описан по-горе.
Друг пример за имплицитен метод на Рунге-Кута е правилото на трапеца. Съответната таблица е:
{\displaystyle {\begin{array}{c|cc}0&0&0\\1&{\frac {1}{2}}&{\frac {1}{2}}\\\hline &{\frac {1}{2}}&{\frac {1}{2}}\\\end{array}}}
Методите на Гаус-Льожандър формират семейство методи, базирани на квадратурата на Гаус. Метод на Гаус-Льожандър със s етапа е от ред 2s. Метод с два етапа (и 4-ти ред) има следната таблица:
{\displaystyle {\begin{array}{c|cc}{\frac {1}{2}}-{\frac {1}{6}}{\sqrt {3}}&{\frac {1}{4}}&{\frac {1}{4}}-{\frac {1}{6}}{\sqrt {3}}\\{\frac {1}{2}}+{\frac {1}{6}}{\sqrt {3}}&{\frac {1}{4}}+{\frac {1}{6}}{\sqrt {3}}&{\frac {1}{4}}\\\hline &{\frac {1}{2}}&{\frac {1}{2}}\end{array}}}

### Устойчивост
Предимството на имплицитните методи на Рунге-Кута пред експлицитните е по-голямата им устойчивост, особено когато се прилагат върху твърди уравнения. Разглеждаме линейното тестово уравнение y' = λy. Методът на РК, приложен за това уравнение, свежда решаването му до изпълняване на итерациите {\displaystyle y_{n+1}=r(h\lambda )\,y_{n}}, където r е дадено чрез
{\displaystyle r(z)=1+zb^{T}(I-zA)^{-1}e={\frac {\det(I-zA+zeb^{T})}{\det(I-zA)}},}
където е е единичния вектор. Функцията r се нарича функция на устойчивостта. Експлицитните методи имат строга ниско-триъгълна матрица А, която предполага, че det(I − zA) = 1 и функцията на устойчивостта е полином.
Численото решение на линейното тестово уравнение се разпада до нула ако |r(z)| < 1 при z=hλ. Множеството от такива стойности на z се нарича област на абсолютна устойчивост. В частност, методът трябва да бъде A-стабилен, ако всяко z с Re(z)<0 се намира в областта на абсолютната устойчивост. Функцията на устойчивостта на експлицитния метод на РК е полином, следователно експлицитните методи на РК никога не могат да бъдат A-стабилни.

## Извеждане на метода на Рунге-Кута от 4-ти ред
Методът на Рунге-Кута от ред {\displaystyle s} може да бъде написан така:
{\displaystyle y_{t+h}=y_{t}+h\cdot \sum _{i=1}^{s}a_{i}k_{i}+{\mathcal {O}}(h^{s+1})}
където:
{\displaystyle k_{i}=f\left(y_{t}+h\cdot \sum _{j=1}^{s}\beta _{ij}k_{j},t_{n}+\alpha _{i}h\right)}
са нараствания получени чрез пресмятане на производните на {\displaystyle y_{t}} в {\displaystyle i}-тия ред.
Извеждането на метода на Рунге-Кута от 4-ти ред се постига чрез използване на общата формула с {\displaystyle s=4}, както е описано по-горе, в началната точка, междинна точка и последната точка на всеки интервал {\displaystyle (t,t+h)}, затова избираме:
| {\displaystyle \alpha _{i}}                | {\displaystyle \beta _{i}}                 |
| ------------------------------------------ | ------------------------------------------ |
| {\displaystyle \alpha _{1}=0}              | {\displaystyle \beta _{21}={\frac {1}{2}}} |
| {\displaystyle \alpha _{2}={\frac {1}{2}}} | {\displaystyle \beta _{32}={\frac {1}{2}}} |
| {\displaystyle \alpha _{3}={\frac {1}{2}}} | {\displaystyle \beta _{43}=1}              |
| {\displaystyle \alpha _{4}=1}              |                                            |

и {\displaystyle \beta _{ij}=0}. Започваме с определянето на следните величини:
{\displaystyle {\begin{aligned}y_{t+h}^{1}&=y_{t}+hf\left(y_{t},t\right)\\y_{t+h}^{2}&=y_{t}+hf\left(y_{t+h/2}^{1},t+{\frac {h}{2}}\right)\\y_{t+h}^{3}&=y_{t}+hf\left(y_{t+h/2}^{2},t+{\frac {h}{2}}\right)\end{aligned}}}
където {\displaystyle y_{t+h/2}^{1}={\dfrac {y_{t}+y_{t+h}^{1}}{2}}} and {\displaystyle y_{t+h/2}^{2}={\dfrac {y_{t}+y_{t+h}^{2}}{2}}}
Ако задедем:
{\displaystyle {\begin{aligned}k_{1}&=f(y_{t},t)\\k_{2}&=f\left(y_{t+h/2}^{1},t+{\frac {h}{2}}\right)\\k_{3}&=f\left(y_{t+h/2}^{2},t+{\frac {h}{2}}\right)\\k_{4}&=f\left(y_{t+h}^{3},t+h\right)\end{aligned}}}
и имайки предвид горните изрази можем да покажем, че следните равенства имат точност {\displaystyle {\mathcal {O}}(h^{2})}:
{\displaystyle {\begin{aligned}k_{2}&=f\left(y_{t+h/2}^{1},t+{\frac {h}{2}}\right)=f\left(y_{t}+{\frac {h}{2}}k_{1},t+{\frac {h}{2}}\right)\\&=f\left(y_{t},t\right)+{\frac {h}{2}}{\frac {d}{dt}}f\left(y_{t},t\right)\\k_{3}&=f\left(y_{t+h/2}^{2},t+{\frac {h}{2}}\right)=f\left(y_{t}+{\frac {h}{2}}f\left(y_{t}+{\frac {h}{2}}k_{1},t+{\frac {h}{2}}\right),t+{\frac {h}{2}}\right)\\&=f\left(y_{t},t\right)+{\frac {h}{2}}{\frac {d}{dt}}\left[f\left(y_{t},t\right)+{\frac {h}{2}}{\frac {d}{dt}}f\left(y_{t},t\right)\right]\\k_{4}&=f\left(y_{t+h}^{3},t+h\right)=f\left(y_{t}+hf\left(y_{t}+{\frac {h}{2}}k_{2},t+{\frac {h}{2}}\right),t+h\right)\\&=f\left(y_{t}+hf\left(y_{t}+{\frac {h}{2}}f\left(y_{t}+{\frac {h}{2}}f\left(y_{t},t\right),t+{\frac {h}{2}}\right),t+{\frac {h}{2}}\right),t+h\right)\\&=f\left(y_{t},t\right)+h{\frac {d}{dt}}\left[f\left(y_{t},t\right)+{\frac {h}{2}}{\frac {d}{dt}}\left[f\left(y_{t},t\right)+{\frac {h}{2}}{\frac {d}{dt}}f\left(y_{t},t\right)\right]\right]\end{aligned}}}
където:
{\displaystyle {\frac {d}{dt}}f(y_{t},t)={\frac {\partial }{\partial y}}f(y_{t},t){\dot {y}}_{t}+{\frac {\partial }{\partial t}}f(y_{t},t)=f_{y}(y_{t},t){\dot {y}}+f_{t}(y_{t},t):={\ddot {y}}_{t}}
е пълната производна на {\displaystyle f} по отношение на времето t.
Ако изразим общата формула, използвайки това, което изведохме по-горе, получаваме:
{\displaystyle {\begin{aligned}y_{t+h}&=y_{t}+h\left\lbrace a\cdot f(y_{t},t)+b\cdot \left[f\left(y_{t},t\right)+{\frac {h}{2}}{\frac {d}{dt}}f\left(y_{t},t\right)\right]\right.+\\&+c\cdot \left[f\left(y_{t},t\right)+{\frac {h}{2}}{\frac {d}{dt}}\left[f\left(y_{t},t\right)+{\frac {h}{2}}{\frac {d}{dt}}f\left(y_{t},t\right)\right]\right]+\\&+d\cdot \left[f\left(y_{t},t\right)+h{\frac {d}{dt}}\left[f\left(y_{t},t\right)+{\frac {h}{2}}{\frac {d}{dt}}\left[f\left(y_{t},t\right)+\left.{\frac {h}{2}}{\frac {d}{dt}}f\left(y_{t},t\right)\right]\right]\right]\right\rbrace +{\mathcal {O}}(h^{5})\\&=y_{t}+a\cdot hf_{t}+b\cdot hf_{t}+b\cdot {\frac {h^{2}}{2}}{\frac {df_{t}}{dt}}+c\cdot hf_{t}+c\cdot {\frac {h^{2}}{2}}{\frac {df_{t}}{dt}}+\\&+c\cdot {\frac {h^{3}}{4}}{\frac {d^{2}f_{t}}{dt^{2}}}+d\cdot hf_{t}+d\cdot h^{2}{\frac {df_{t}}{dt}}+d\cdot {\frac {h^{3}}{2}}{\frac {d^{2}f_{t}}{dt^{2}}}+d\cdot {\frac {h^{4}}{4}}{\frac {d^{3}f_{t}}{dt^{3}}}+{\mathcal {O}}(h^{5})\end{aligned}}}
И като сравним това с реда на Тейлър за {\displaystyle y_{t+h}} около {\displaystyle y_{t}}:
{\displaystyle {\begin{aligned}y_{t+h}&=y_{t}+h{\dot {y}}_{t}+{\frac {h^{2}}{2}}{\ddot {y}}_{t}+{\frac {h^{3}}{6}}y_{t}^{(3)}+{\frac {h^{4}}{24}}y_{t}^{(4)}+{\mathcal {O}}(h^{5})=\\&=y_{t}+hf(y_{t},t)+{\frac {h^{2}}{2}}{\frac {d}{dt}}f(y_{t},t)+{\frac {h^{3}}{6}}{\frac {d^{2}}{dt^{2}}}f(y_{t},t)+{\frac {h^{4}}{24}}{\frac {d^{3}}{dt^{3}}}f(y_{t},t)\end{aligned}}}
получаваме система от изисквания за коефициентите:
{\displaystyle \left\{{\begin{aligned}&a+b+c+d=1\\&{\frac {1}{2}}b+{\frac {1}{2}}c+d={\frac {1}{2}}\\&{\frac {1}{4}}c+{\frac {1}{2}}d={\frac {1}{6}}\\&{\frac {1}{4}}d={\frac {1}{24}}\end{aligned}}\right.}
която решена дава {\displaystyle a={\frac {1}{6}},b={\frac {1}{3}},c={\frac {1}{3}},d={\frac {1}{6}}}.